# Herbeuville
Herbeuville é uma comuna francesa na região administrativa de Grande Leste, no departamento de Meuse. Estende-se por uma área de 6,71 km². Em 2010 a comuna tinha 185 habitantes (densidade: 27,6 hab./km²).